# مانماوت جانکشن (نیوجرسی)
مانماوت جانکشن (به انگلیسی: Monmouth Junction) یک منطقهٔ مسکونی در ایالات متحده آمریکا است که در شهرستان میدلسکس، نیوجرسی واقع شده‌است. مانماوت جانکشن ۳٫۸۴۲ کیلومتر مربع مساحت و ۲٬۸۸۷ نفر جمعیت دارد و ۲۴ متر بالاتر از سطح دریا واقع شده‌است.